# Village justice
 (septembre 2012).
Le Village de la justice est un des plus anciens sites Internet communautaires pour les métiers du droit en France, créé en 1997 et exploité par la société Legi Team.
Basé sur l'imagerie d'un village, ce site met en relation des « habitants » de toutes professions autour du droit (avocats, juristes salariés, notaires, magistrats, étudiants en droit, prestataires...) et de services. Les forums sont un élément clé de ces échanges, ainsi que la publication de nombreux articles de professionnels du droit, ou bien encore la rubrique « Emploi » qui aide les étudiants et professionnels à faire évoluer leur carrière.
En 2022, le site revendique 1,3 million de visiteurs en moyenne par mois (certifié ACPM).
De nombreux experts dans leur métier y participent également (management, communication, marketing, RH...).
Ceux-ci peuvent notamment se retrouver aux Journées du Management Juridique organisées par Legi Team, destinées à améliorer le management des directions juridiques et à donner à la profession une dynamique d'innovation. 
Sont présentes sur le site des organisations professionnelles, des réseaux de juristes et avocats, des sociétés d'édition spécialisées dans les domaines juridiques...